# Kostel svaté Kateřiny (Nalžovské Hory)
Kostel svaté Kateřiny ve Stříbrných Horách, které jsou částí města Nalžovské Hory na Klatovsku, je farní kostel římskokatolické farnosti Nalžovské Hory a kulturní památka České republiky. Památkově chráněn je celý areál, včetně ohradní zdi s kamenným schodištěm, soch, kříže a zastavení křížové cesty, umístěných vně kostela.
Na místě kostela stávala starší kaple. Kostel byl postaven v barokním slohu ve 20. letech 18. století, stavebníkem byl Norbert z Pöttingu. V roce 1798 proběhla oprava. V roce 1846 byla zvýšena věž; tu v roce 1919 postihl požár.
Hlavní oltář pochází z doby výstavby kostela; je na něm socha Madony z roku 1727. Dále je v kněžišti obraz Madony s anděly ze 17. století a deskový epitaf Václava z Pöttingu z roku 1760. V kostelní lodi jsou dva obrazy z 18. století. V předsíni kostela jsou pozdně gotické sošky Panny Marie a svatého Jana. Kamenný náhrobník pochází z roku 1797.